# Anne Shilcock
Jacqueline Anne Shilcock (Hartfield, 13 juni 1932 – Zuid-Afrika, 24 april 2019) was een tennisspeelster uit het Verenigd Koninkrijk.

## Loopbaan
Shilcock speelde tennis in de jaren 1950. In het enkelspel bereikte zij éénmaal een finale: op het Pacific Coast Championship van 1954 in Berkeley, waar zij in de finale verloor van de Amerikaanse Virginia Kovacs.
In 1955 won zij met Angela Mortimer het damesdubbelspeltoernooi van Wimbledon. Daarmee werden zij het eerste Britse vrouwenkoppel sinds 1936 (toen Freda James en Kay Stammers zegevierden) dat deze titel won. Tot op heden(2022) zijn zij nog steeds het laatste Britse koppel dat de vrouwendubbelspeltitel van Wimbledon veroverde.
In de periode 1953–1958 nam zij viermaal deel aan het Britse team voor de Wightman Cup. Na een dubbelspeldeelname in 1953 (aan de zijde van Angela Mortimer) speelde zij in 1954 twee partijen in het enkelspel. Na een dubbelspeldeelname met Ann Haydon in 1957 speelde zij in 1958 samen met Patricia Ward, toen het Britse team voor het eerst sinds 1930 de Wightman Cup won.

## Persoonlijk
Op 6 augustus 1960 trad zij in Chichester in het huwelijk met John Keith Spann. De laatste veertig jaar van haar leven woonde zij in Zuid-Afrika, waar zij actief was bij het opleiden van tenniscoaches. Daar overleed zij op 86-jarige leeftijd. Haar zoon Mark Spann, geboren in Gauteng, verhuisde vroeg in de jaren 1980 naar de Verenigde Staten waar hij tenniscoach is.

## Resultaten grandslamtoernooien
| Legenda | Legenda                          |
| ------- | -------------------------------- |
| g.t.    | geen toernooi gehouden           |
| l.c.    | lagere categorie                 |
| –       | niet deelgenomen                 |
| G       | uitgeschakeld in de groepsfase   |
| 1R      | uitgeschakeld in de eerste ronde |
| 2R      | uitgeschakeld in de tweede ronde |
| 3R      | uitgeschakeld in de derde ronde  |
| 4R      | uitgeschakeld in de vierde ronde |
| KF      | uitgeschakeld in de kwartfinale  |
| HF      | uitgeschakeld in de halve finale |
| F       | de finale verloren               |
| W       | het toernooi gewonnen            |
| w-v     | winst/verlies-balans             |

### Enkelspel
| toernooi        | 1953 | 1954 | 1955 | 1956 | 1957 | 1958 | 1959 | 1960 |
| --------------- | ---- | ---- | ---- | ---- | ---- | ---- | ---- | ---- |
| Australian Open | –    | –    | –    | –    | –    | –    | –    | –    |
| Roland Garros   | 3R   | –    | –    | –    | –    | –    | –    | –    |
| Wimbledon       | 4R   | 3R   | 3R   | 3R   | 2R   | 1R   | 1R   | 2R   |
| US Open         | –    | –    | –    | –    | 3R   | –    | –    | –    |

### Vrouwendubbelspel
| toernooi        | 1951 | 1952 | 1953 | 1954 | 1955 | 1956 | 1957 | 1958 | 1959 | 1960 |
| --------------- | ---- | ---- | ---- | ---- | ---- | ---- | ---- | ---- | ---- | ---- |
| Australian Open | –    | –    | –    | –    | –    | –    | –    | –    | –    | –    |
| Roland Garros   | –    | –    | KF   | –    | –    | –    | –    | –    | –    | –    |
| Wimbledon       | 3R   | 2R   | HF   | HF   | W    | HF   | 3R   | KF   | KF   | 3R   |
| US Open         | –    | –    | –    | –    | –    | –    | –    | –    | –    | –    |

### Gemengd dubbelspel
| toernooi        | 1953 |    | 1960 |
| --------------- | ---- | -- | ---- |
| Australian Open | –    | –  |      |
| Roland Garros   | KF   | –  |      |
| Wimbledon       | –    | 4R |      |
| US Open         | –    | –  |      |